# ویلمینگتن منر (دلاویر)
ویلمینگتن منر (به انگلیسی: Wilmington Manor) یک منطقهٔ مسکونی در ایالات متحده آمریکا است که در شهرستان نیوکاسل، دلاویر واقع شده‌است. ویلمینگتن منر ۴٫۲ کیلومتر مربع مساحت و ۷٬۸۸۹ نفر جمعیت دارد و ۱۷٫۹۸ متر بالاتر از سطح دریا واقع شده‌است.